# Parco dei Ligustri
Il Parco dei Ligustri è un parco botanico che si trova a Loreto Aprutino. È il risultato di un importante progetto di recupero e riqualificazione di un vecchio giardino abbandonato. Si trova a pochi passi dalla Fontana Grande, storico monumento simbolo della cittadina di Loreto.

## Storia
Il progetto Parco dei Ligustri ha inizio nel 1998 con il recupero ambientale di un vecchio giardino abbandonato risalente agli anni Trenta del Novecento e situato ai piedi del borgo di Loreto Aprutino. Un progetto ambizioso, che sembrava quasi impossibile, visto il degrado dell'area e le difficoltà di gestione.
Dal 1998 al 2005, il sito venne sottoposto a una totale riorganizzazione e nella nuova progettazione divennero fondamentali gli aspetti naturalistici, paesaggistici ed estetici. Vennero inseriti, oltre a piante esotiche e ornamentali, anche numerose varietà floristiche autoctone e della flora mediterranea, ideali per ospitare piccoli mammiferi, uccelli, insetti utili, api e farfalle. Nel 2006 venne realizzato un giardino acquatico per coltivare piante acquatiche autoctone ed esotiche e per dar vita a un ecosistema lacustre. Dal 2011 il giardino si è arricchito di architetture verdi realizzate intrecciando alberi e arbusti di alloro e ligustro oltre a pergolati in canna di bambu che incorniciano statue, anfore e vedute sul centro storico di Loreto.

### Fonte Grande
Si tratta di una fontana monumentale in mattoni a vista, situata dentro il parco. La fonte risale al 1838, realizzata per volere del Barone Treccia Casamarte, disegnata anche in una tela conservata nella chiesa collegiata di San Pietro, in cima al paese di Loreto.
La fontana sfrutta la presenza di sorgenti, molto ricche nel contado loretano, è caratterizzata da una macchina scenica complessa, un nicchiobe principale con delle cannelle alla base, e due grandi bracci laterali che pretendono in avanti, molto lunghi per concedere alle bestie di abbeverarsi e alle lavansaie di lavare i panni. I due bracci terminano in edicole con facciata a triangolo, con ai vertici delle palle sferiche di pietra.

## La collezione botanica
Il nome Parco dei Ligustri deriva dalla presenza di boschetti e siepi di Ligustrum: Ligustrum lucidum, Ligustrum vulgare e Ligustrum ovalifolium, che producono profumatissime fioriture in tarda primavera e estate, particolarmente gradite da farfalle come Papilio machaon, Iphiclides podalirius, Aglais io e Vanessa atalanta.
Ospita una importante collezione botanica che vanta numerose specie esotiche, autoctone, acquatiche e officinali. Tutto il giardino è visitabile attraverso un articolato percorso che parte dal viale principale.
Tra le specie floristiche di pregio si possono ammirare centenari esemplari di Buxus sempervirens oltre a grandi alberi di Cupressus, Ulmus minor e Robinia pseudoacacia. In giardino spiccano fioriture di Buddleja davidii, Forsythia, Arbutus unedo, Viburnum, Acacia dealbata (mimosa), alberi di Prunus cerasifera, alberi da frutto (aranci, mandarini, meli e peri, kaki, albicocchi, fichi, noci e noccioli), Yucche, Cordyline, Quercus ilex, Rhamnus alaternus, Acer campestre, Acer pseudoplatanus, Laurus nobilis, Cycas revoluta, piante grasse, piante aromatiche, cespugli di Elaeagnus , siepi di Pyracantha coccinea e Crataegus, Cistus, Rosa sempervirens, Vitex agnus-castus, palmizi con Phoenix canariens, Trachycarpus fortunei e Chamaerops humilis.
Tra le specie acquatiche nel laghetto spiccano la elegante Nymphaea alba, la Pontederia cordata e diverse specie di Juncus e Carex.

## Galleria d'immagini

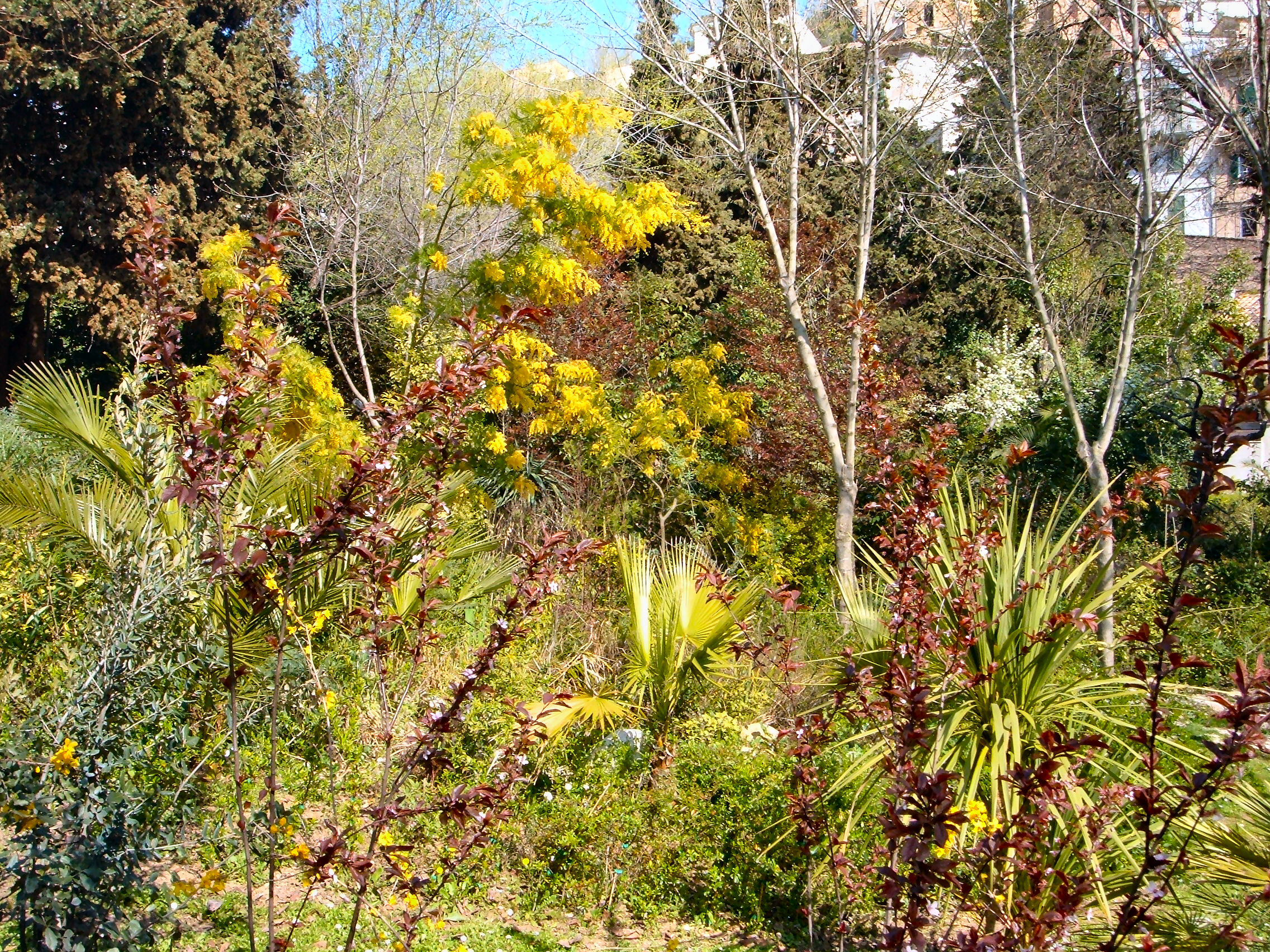
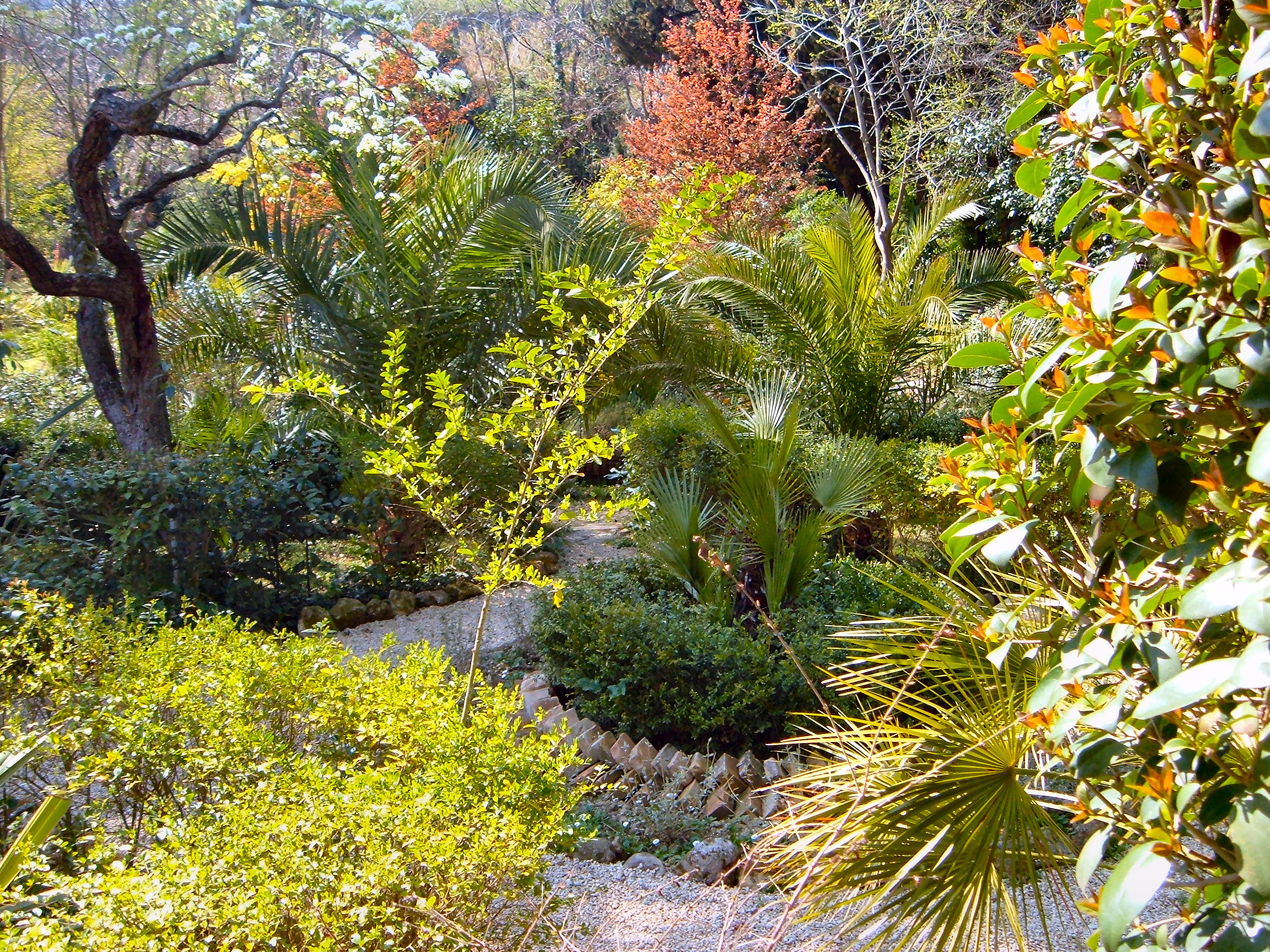
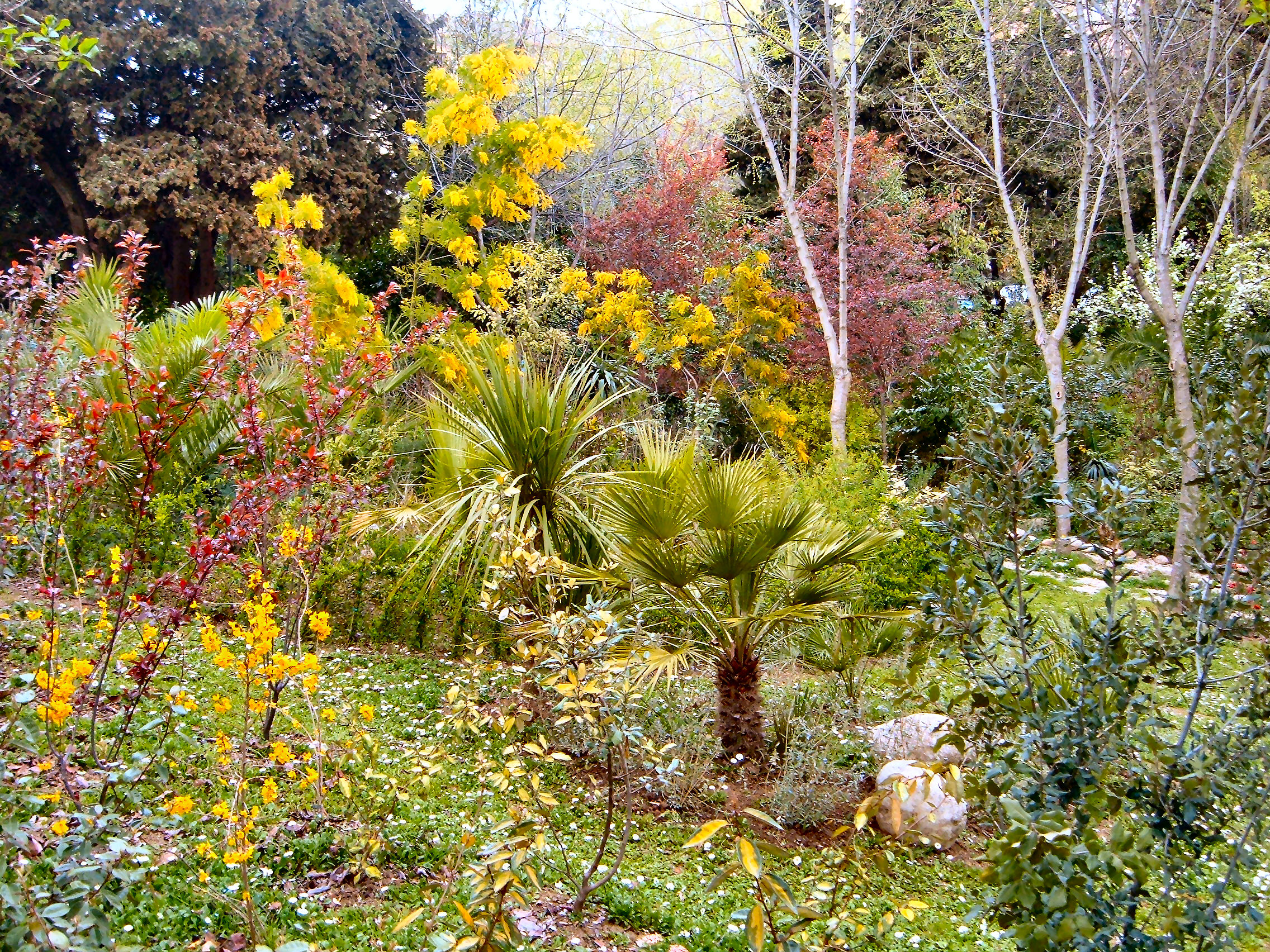
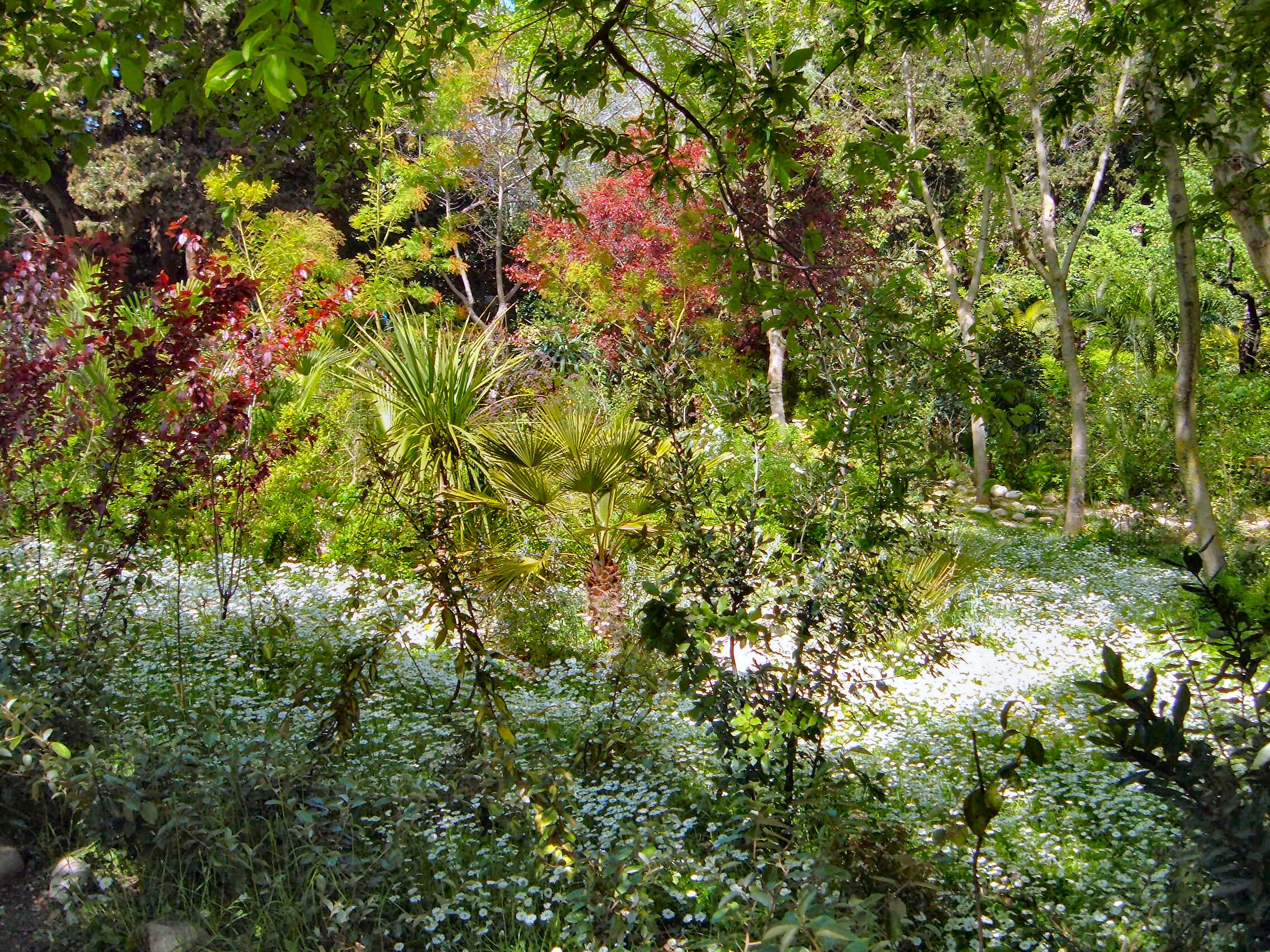
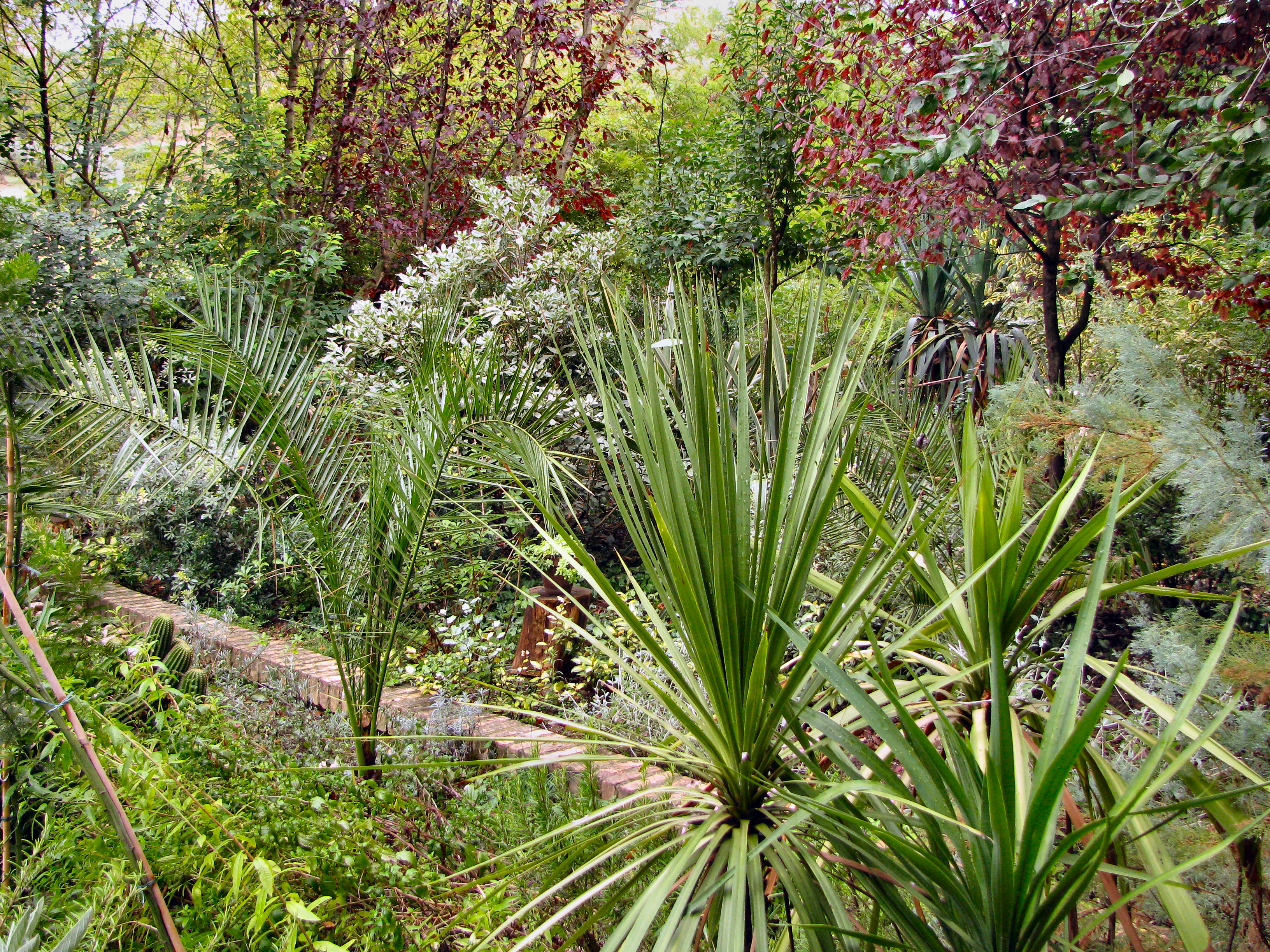
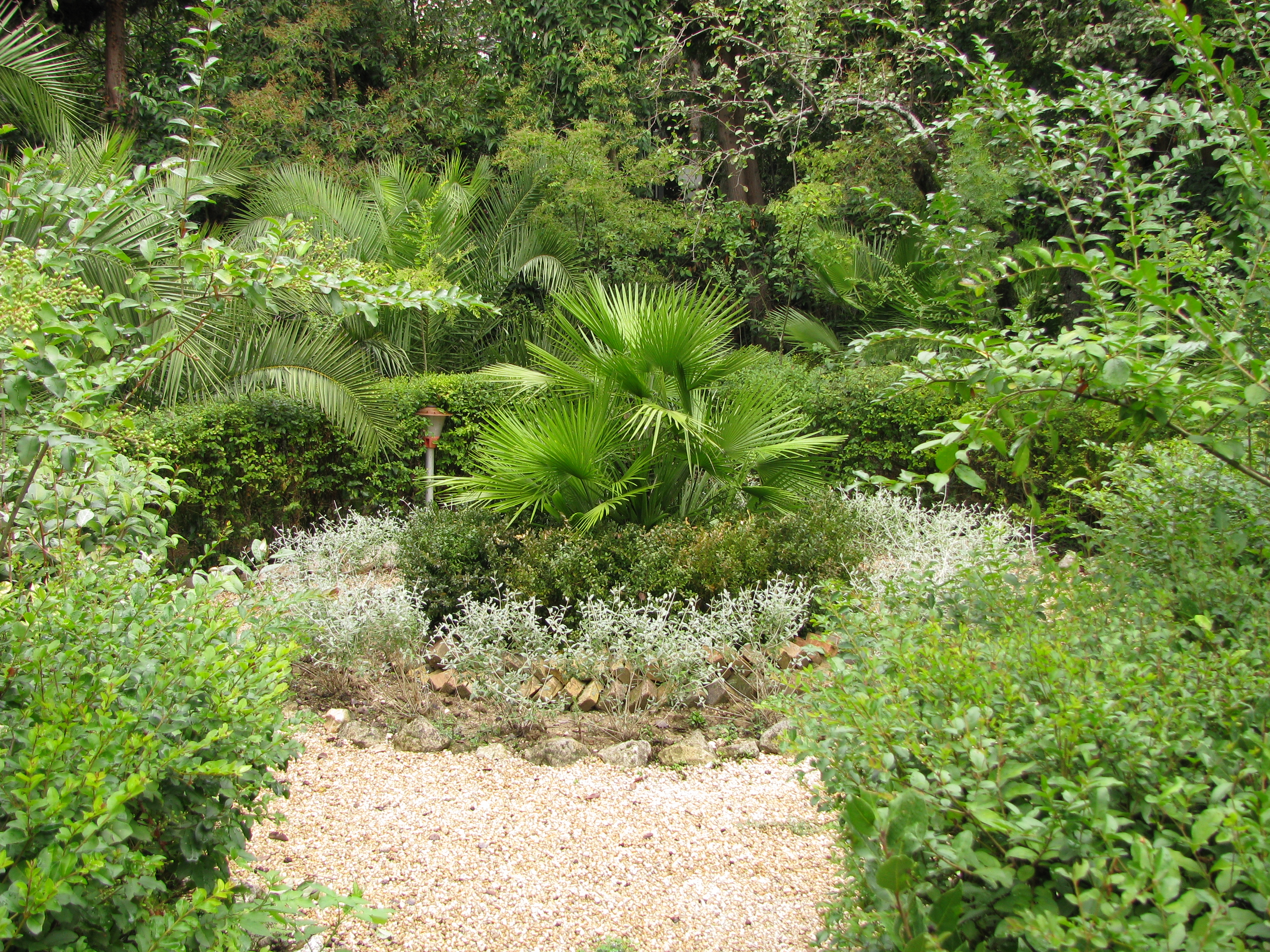
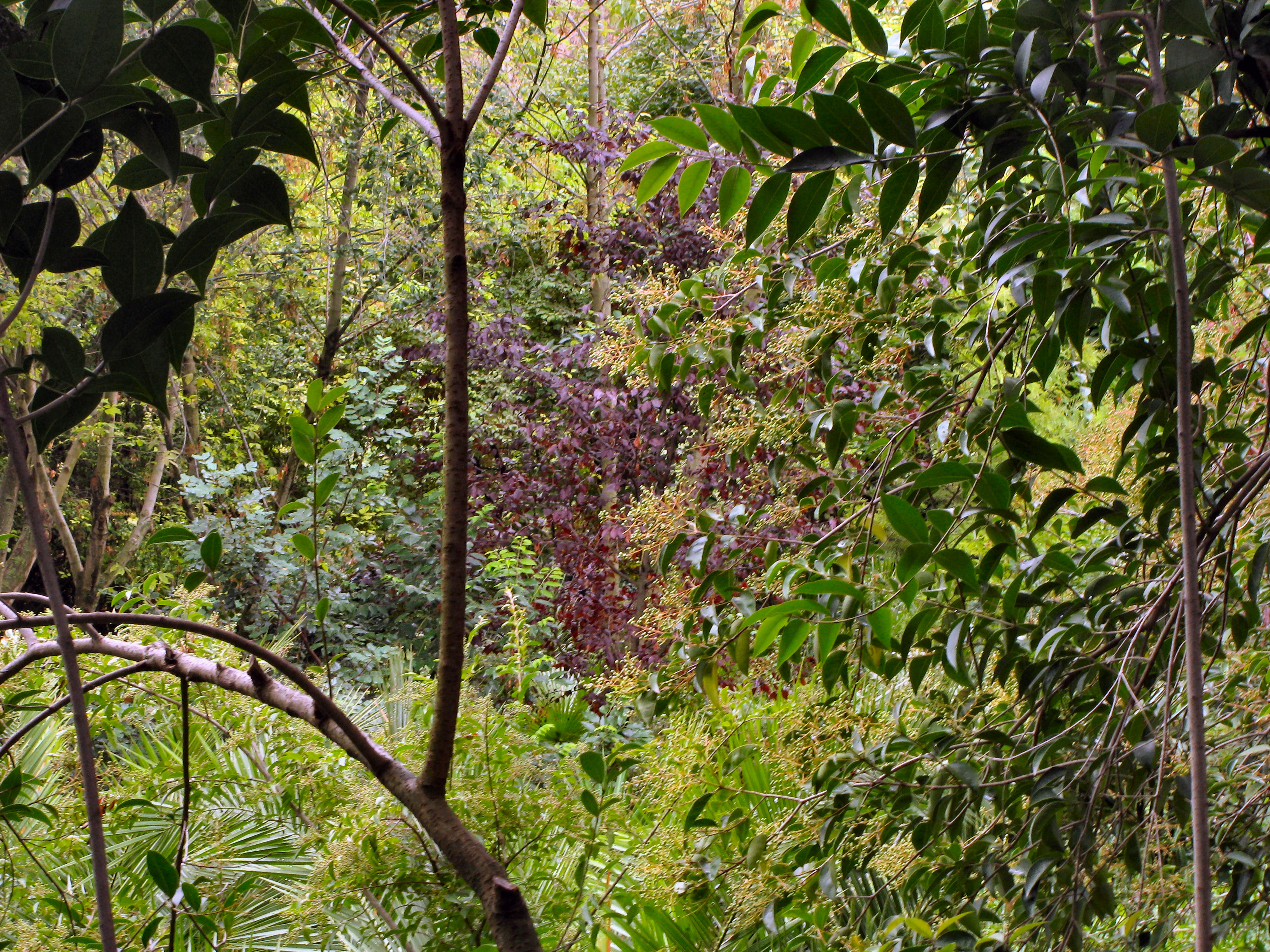
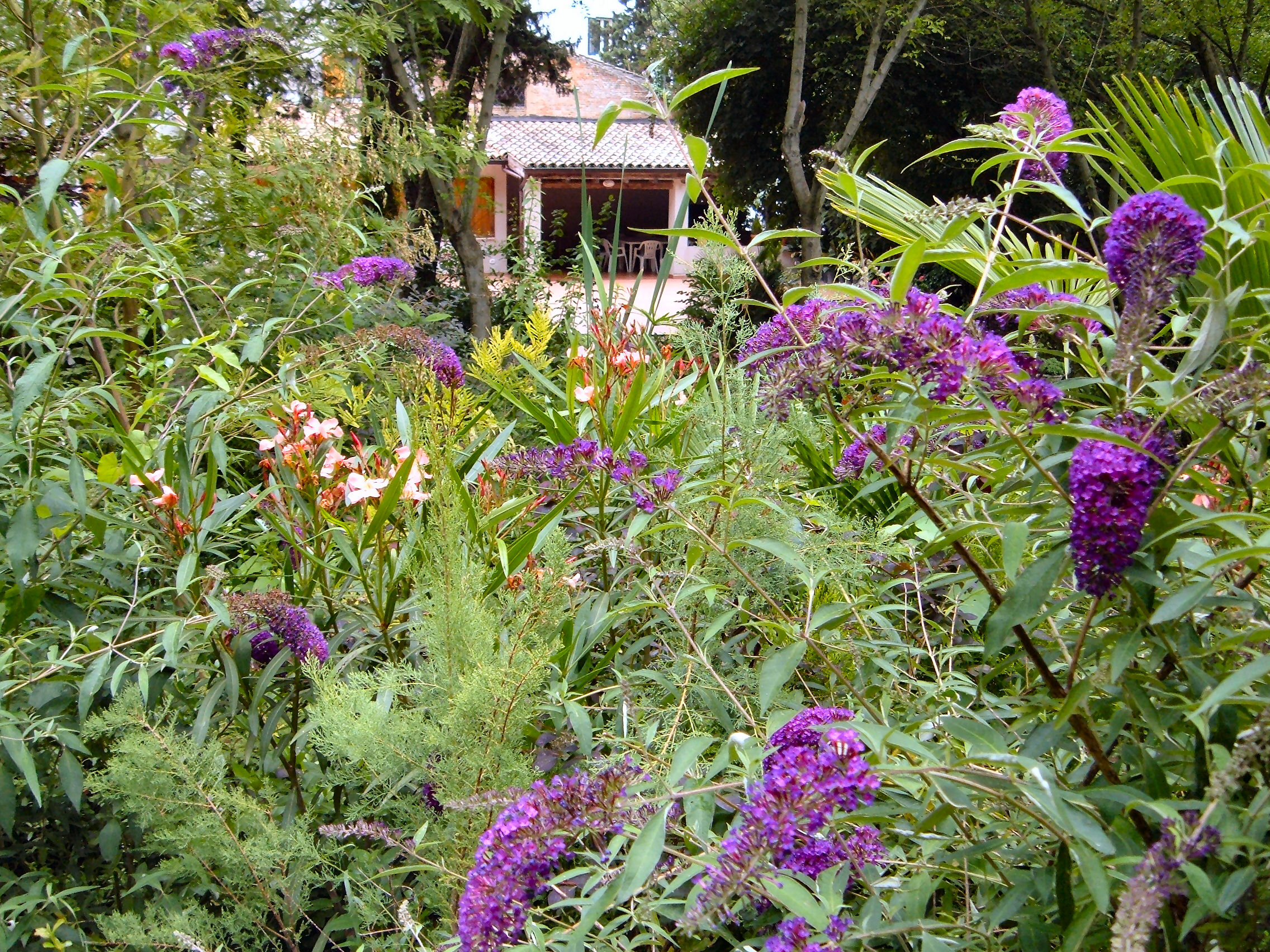
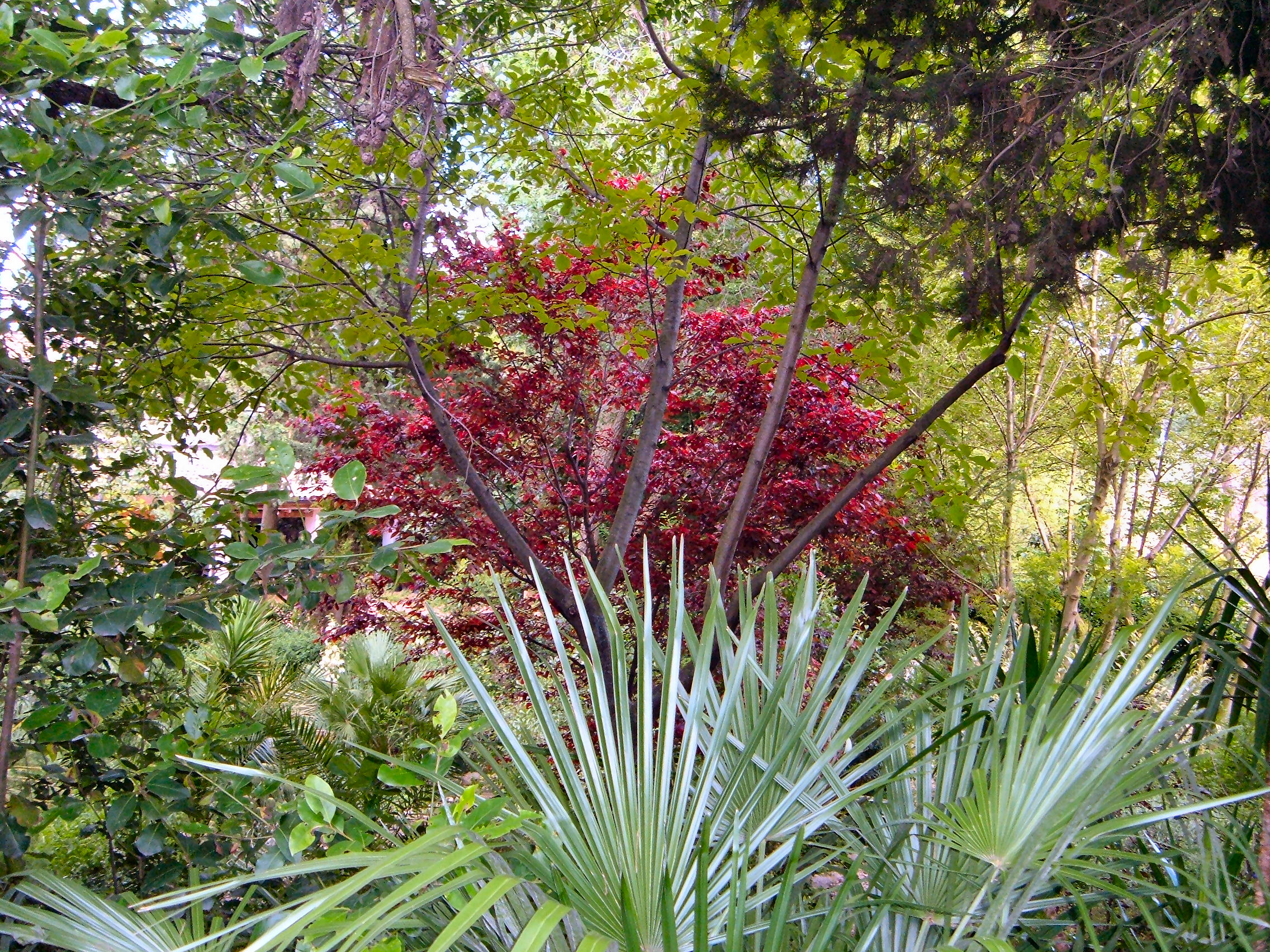
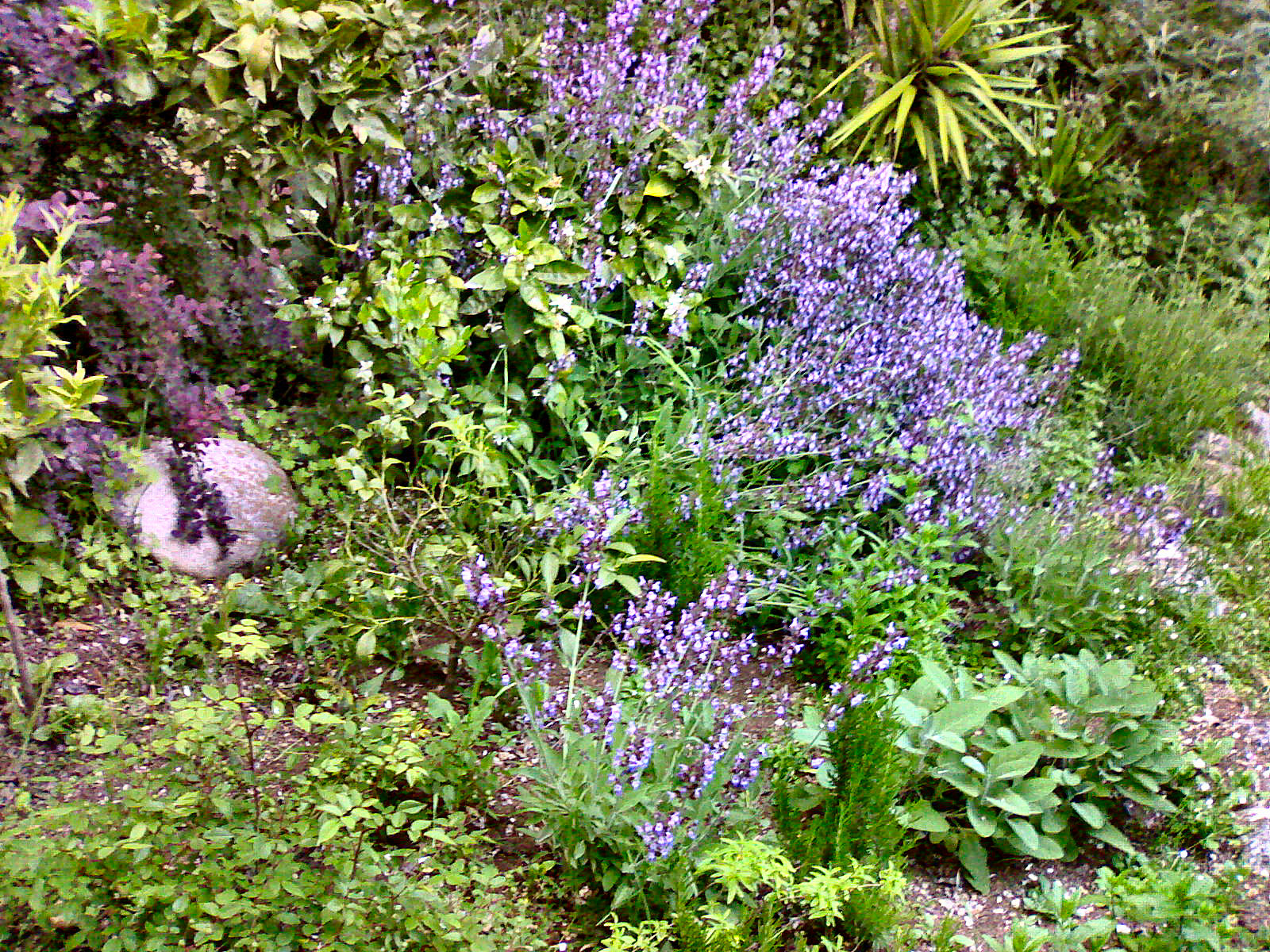
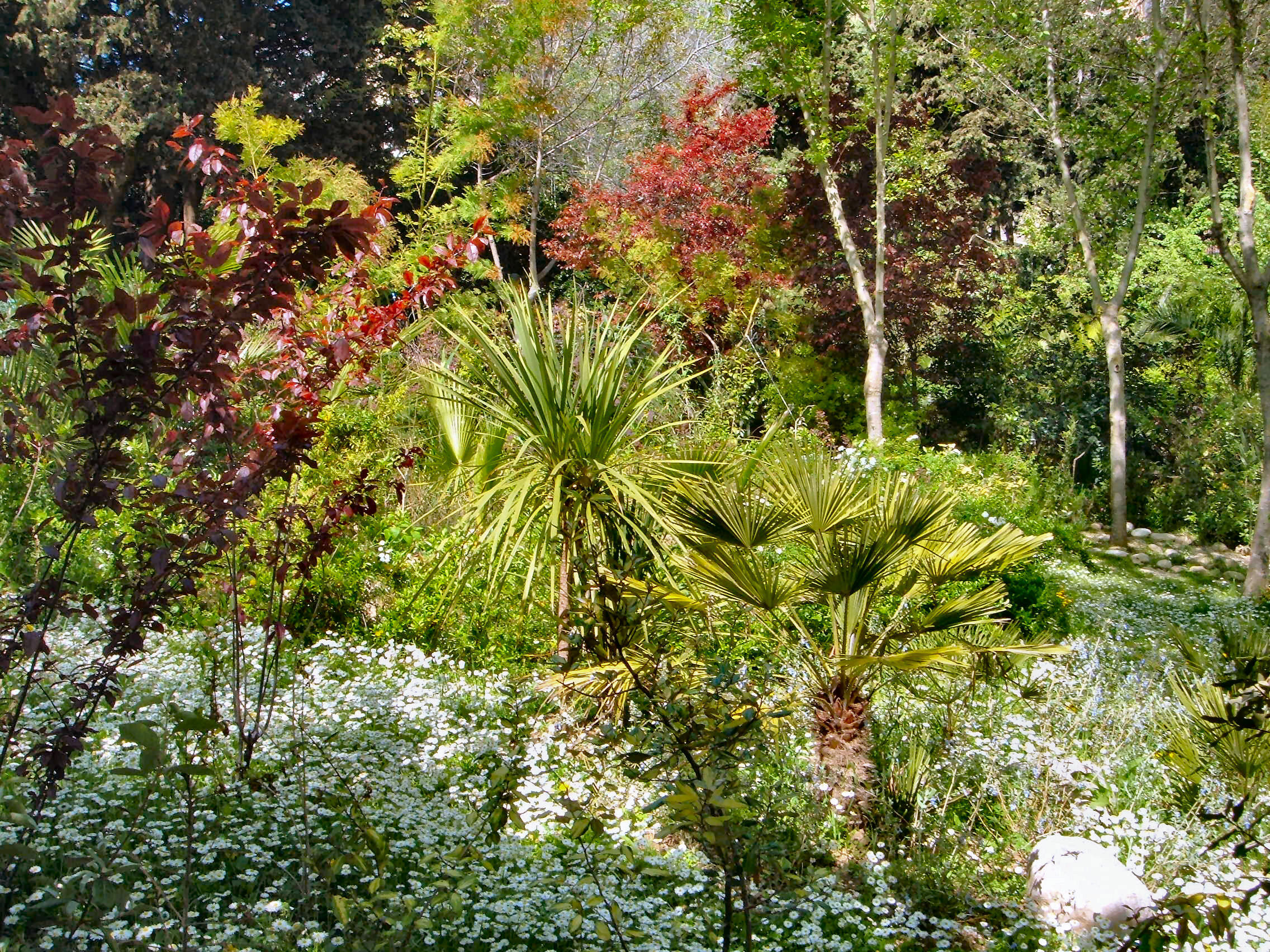
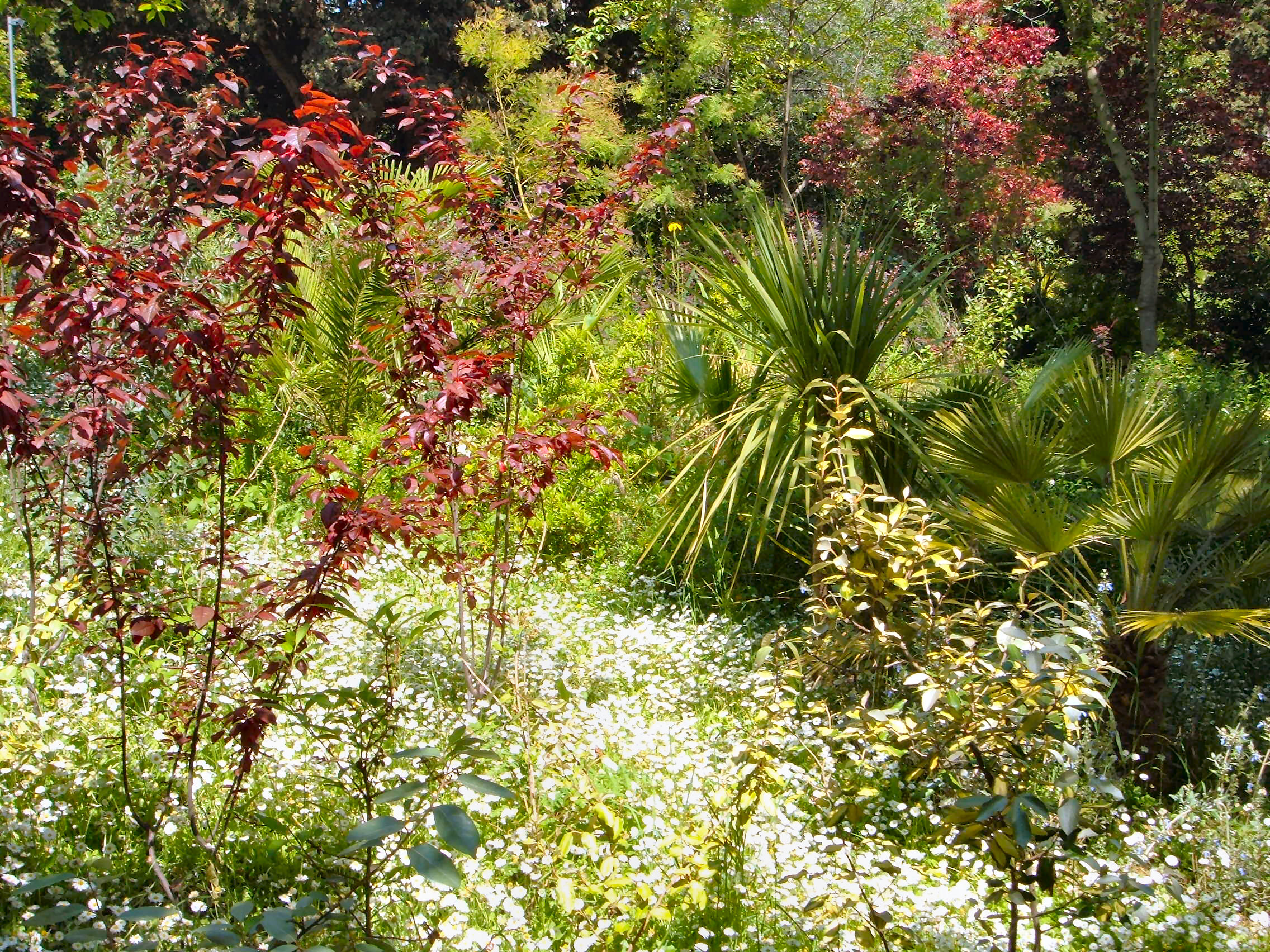